# 細長象牙貝
細長象牙貝（学名：Laevidentalium longitrorsum）为光滑象牙貝科光滑象牙貝屬下的一个种。